# Dennis Hodgetts
Dennis Hodgetts (28 de noviembre de 1863 - 25/26 de marzo de 1945), comúnmente conocido como Denny Hodgetts, fue un futbolista en los primeros años del fútbol profesional en Inglaterra.

## Trayectoria
Hodgetts fichó por Aston Villa en febrero de 1886. Al año siguiente, marcó el primer gol en el primer triunfo en final de la FA Cup. En 1895 obtuvo otra medalla de campeón de la FA Cup con el Villa. Hodgetts también fue un miembro clave de los equipos que ganaron el título de la English Football League de 1894 y 1896.
Fue descrito como poderoso, alerta y bueno con ambos pies. Podía disparar y pasar de manera experta. Estuvo sobresaliente cruzando el balón en la carrera. Jugó en el partido inaugural de la Liga de Aston Villa, como extremo, en Dudley Road, (Wolverhampton), entonces hogar del Wolverhampton Wanderers. El partido terminó 1-1. Denny Hodgetts jugó 17 de los 22 partidos de Liga que disputó el Aston Villa en la temporada 1888-89 y marcó siete goles (incluidos 2 en un partido contra el Everton en Dudley Road el 22 de septiembre de 1888, su (s) gol (s) de debut en la Liga) y 3 goles en la FA Cup terminando como tercer máximo goleador junto con Archie Hunter. Como extremo, jugó en un mediocampo que logró una gran victoria (tres goles en la liga o más en un partido) en cuatro ocasiones. Ayudó al Aston Villa a terminar subcampeón de Liga.
En vísperas del doble triunfo de Villa en 1896-97 (en lo que habría sido su tercera final de la FA Cup), Hodgetts se traspasó a los rivales locales Small Heath antes de retirarse en 1898.
Hizo seis apariciones con la selección de Inglaterra entre 1888 y 1894, anotando una vez.

Luego se convirtió en tabernero y en 1930 fue elegido vicepresidente de Aston Villa, cargo que ocupó hasta su muerte, a los 81 años, en marzo de 1945.
Un futbolista nato. Sorprendentemente inteligente con sus pies y poseía muchas ideas originales. Eficaz en combinación, un entrenador admirable, su habilidad y altruismo tienen los resultados más felices. Brilló especialmente en jugadores de 'enfermería' más livianos y menos hábiles que él, muchos juveniles que se destacaron por la fuerza de su enseñanza y ejemplo.

## Clubes
| Club                 | País       | Año         |
| -------------------- | ---------- | ----------- |
| Great Lever          | Inglaterra | 1881 - 1882 |
| Mitchell St George's | Inglaterra | 1882 - 1886 |
| Aston Villa          | Inglaterra | 1886 - 1895 |
| Small Heath          | Inglaterra | 1896        |